# Le monde est plein d'hommes mariés
Pour plus de détails, voir Fiche technique et Distribution.
Le monde est plein d'hommes mariés (The World Is Full of Married Men) est un drame sentimental britannique réalisé par Robert William Young et sorti en 1979.
Il s'agit d'une adaptation d'un roman éponyme de Jackie Collins.

## Synopsis
Lorsque Linda Cooper (Carroll Baker), l'épouse du publicitaire David Cooper (Anthony Franciosa), découvre ses liaisons adultères, dont celle qu'il entretient avec l'ambitieux mannequin Claudia Parker (Sherrie Lee Cronn), elle décide d'entamer sa propre liaison avec le chanteur de rock Gem Gemini (Paul Nicholas).

## Fiche technique
- Titre français : Le monde est plein d'hommes mariés[1]
- Titre original anglais : The World Is Full of Married Men[2]
- Réalisation : Robert William Young
- Scénario : Jackie Collins, d'après son roman
- Photographie : Ray Parslow
- Montage : David Campling
- Musique : Dominic Bugatti, Frank Musker (en)
- Production : Oscar Lerman, Malcolm Fancey, Adrienne Fancey
- Société de production : Married Men, New Realm
- Pays de production :  Royaume-Uni
- Langue originale : anglais britannique
- Format : couleurs par Eastmancolor - 1,78:1 - Son mono - 35 mm
- Genre : drame sentimental
- Durée : 107 minutes
- Date de sortie :
  - Royaume-Uni : 30 mai 1979
  - France : 8 août 1979

## Distribution
- Anthony Franciosa : David Cooper
- Carroll Baker : Linda Cooper
- Sherrie Lee Cronn : Claudia Parker
- Paul Nicholas : Gem Gemini
- Gareth Hunt : Jay Grossman
- Georgina Hale : Lori Grossman
- Anthony Steel : Conrad Lee
- John Nolan : Joe
- Jean Gilpin : Miss Field
- Moira Downie : Gerda
- Alison Elliott : Sharon
- Eva Louise : Mercedes Benz
- Joanne Ridley : Joanie
- Emma Ridley : Lucy
- Roy Scammell : Jeff Spencer
- Susie Silvey : Fille à l'hôtel
- Stephanie Marrian : Fille à l'hôtel

## Production
Une adaptation cinématographique du roman de Collins a été annoncée pour capitaliser sur les succès de Le Bel Étalon (1978) et Cette p... de fille de joie (1979), deux autres romans de Collins adaptés à l'écran. Le film se déroule à la fin des années 1970, alors que le roman se déroule dans les années 1960.
Selon le site web de Collins, « le monde glamour mais sordide du divertissement sert de cadre à la révélation explosive de Jackie Collins sur les deux poids deux mesures sexuels et l'ambition nue ».
C'est la première fois depuis plusieurs années que l'on voit Anthony Steel dans un film largement distribué dans les pays anglophones.